# Vittorio Alpe
Vittorio Alpe (Bassano del Grappa, 22 febbraio 1859 – Milano, 21 maggio 1938) è stato un agronomo italiano.

## Biografia
Insegnò alla Scuola superiore agricola a Milano (1888-1934) e divenne presidente della Federazione agraria italiana nel 1912, ricoprendo la carica fino al 1926. Direttore dell'Enciclopedia Agraria e della rivista Agricoltura moderna, si occupò anche di produzione casearia.